# Arne Wagner Smitt
Arne Andreas Wagner Smitt (født 6. juli 1910 i Riverside, Californien, USA, død 4. august 1976) var en dansk arkitekt og agronom, og professor ved Kunstakademiets Arkitektskole.
Han var søn af ingeniør, senere grosserer Aage Wagner Smitt og Bessie Anne Peschcke Køedt (datter af Andreas Peschcke Køedt). Han blev landbrugskandidat, var gårdejer ved Dronningmølle 1934-42 og var professor i landbrugsbyggeri ved Kunstakademiets Arkitektskole 1950-76.
Blandt hans værker er nye avlsbygninger til herregårdene Lille Restrup ved Ålestrup, Rødkilde i Ulbølle, Fyn (1949) og Serridslevgård ved Horsens (1950), Vejlegård, Risinge, Nørholm, Linderumgård, Steensgård, Venø, Bellinge m.fl. samt en række forsøg for Statens Byggeforskningsinstitut. Han var Ridder af 1. grad af Dannebrog.
Wagner Smitt blev gift 2. juli 1936 i Gentofte med Else Elisabeth Grunth (12. august 1915 på Frederiksberg), datter af fabrikant Emil Frederik Grunth og Marie Elisabeth Simonsen.